# Steinmännchen

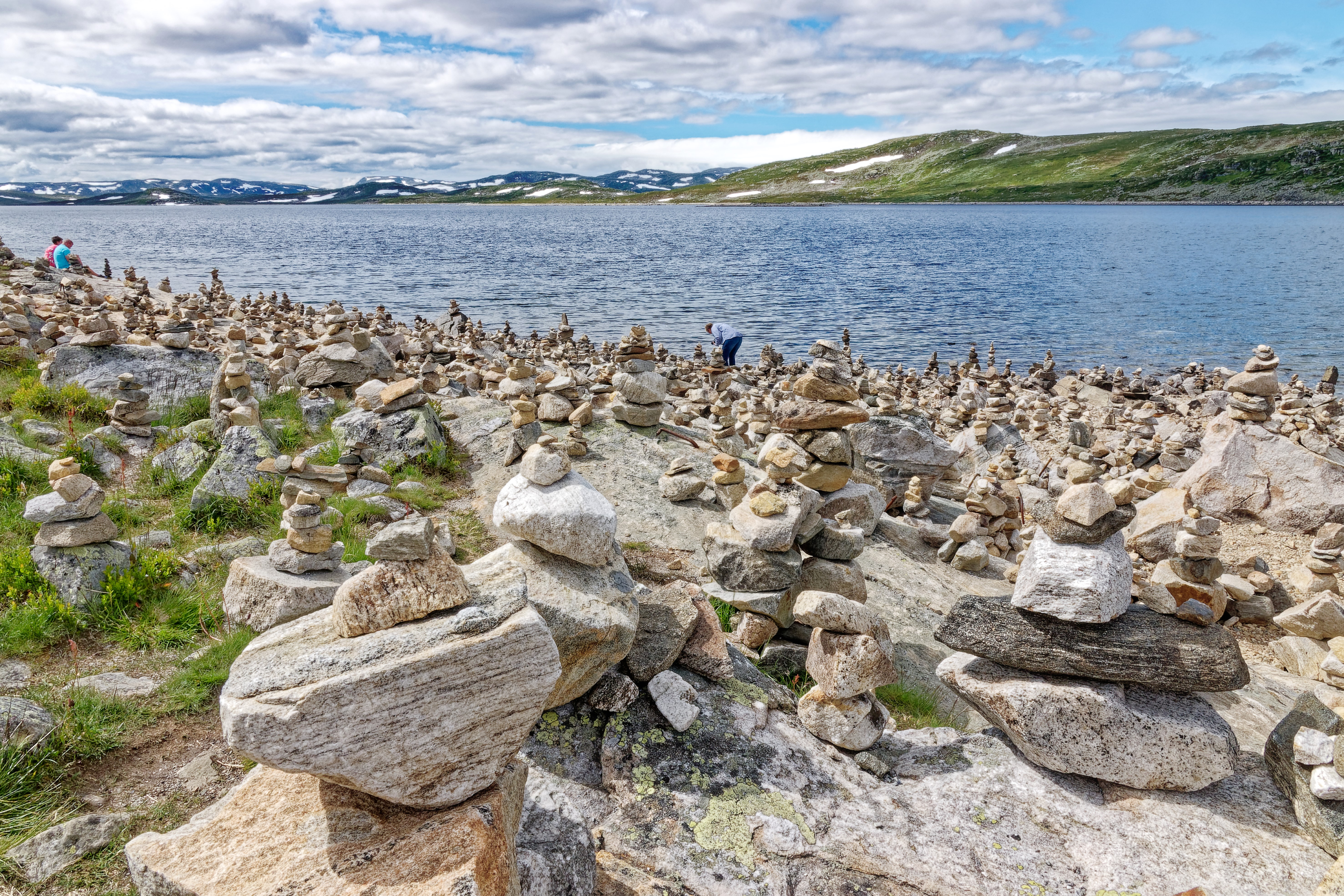
Unzählige Steinmännchen bevölkern die Hardangervidda in Norwegen.

Steinmännchen, auch Steinmandl oder Steindauben genannt, sind aufeinander gestapelte Steine in Form kleiner Hügel oder Türmchen.
Sie sind eine archaische Form des Wegzeichens, werden aber bis heute weltweit errichtet. Die Markierung soll insbesondere in unwegsamem und unübersichtlichem Gelände – wie Gebirge, Hochgebirge, Steppe und Wüsten – die Orientierung erleichtern. Steinmännchen sind in allen besiedelten Gebieten der Erde verbreitet. In verschiedenen Kulturen sind mit ihnen weitere, oft religiöse Gebräuche verbunden. Diese Markierungen sind von den manchmal ähnlich aussehenden größeren Hügelgräbern und Cairns zu unterscheiden; in manchen Sprachen (etwa Englisch oder Französisch) werden Steinmänner allerdings ebenfalls als Cairn bezeichnet. Ebenfalls zu unterscheiden sind diese Art der Steinhaufen von der sogenannten Steinbalance, die außer dem ästhetischen keinem weiteren Zweck dient.

## Steinmänner in den Alpen und als Vermessungszeichen

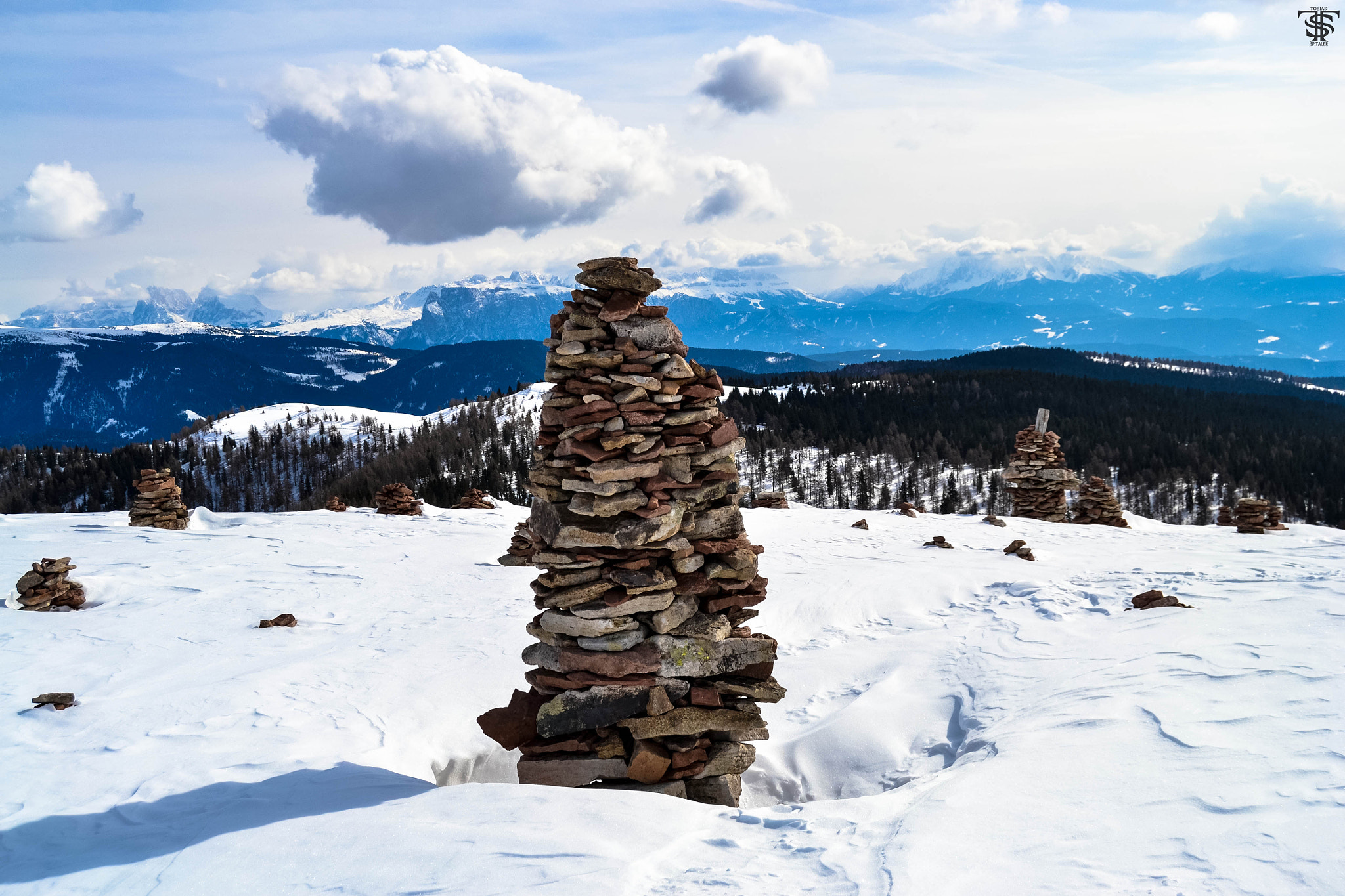
Stoanerne Mandln zwischen Sarnthein und Mölten

Obwohl heute in den Alpen durch die alpinen Vereine viele Steige mit Farbmarkierungen und Schildern bezeichnet sind, gibt es noch zahlreiche Steige, Wege und Übergänge, die lediglich mit wenigen Steinmännern markiert sind.
Große Steinmänner werden oft auch als Gipfelzeichen anstelle eines Gipfelkreuzes errichtet. Bisweilen sind sie mit Zement verfestigt und tragen eine Gedenktafel für Gefallene oder Verunglückte. An manchen Stellen in den Alpen findet man regelrechte Steinmännerversammlungen, die nicht der Orientierung dienen, sondern eher Land Art bilden (z. B. am Schafreuter im Karwendel, am Beiljoch in den Stubaier Alpen, dem Auenjoch im Sarntal und den Luibisböden, einer aufgegebenen Alm im mittleren Pitztal).
Auch manche auf Gipfeln gelegene Vermessungspunkte werden mit Steinmännern signalisiert, wenn eine Zielgenauigkeit von etwa 10 cm ausreicht und die Stelle schwer erreichbar ist. Sie müssen mindestens ein, besser zwei Meter hoch sein, um weit genug und auch bei schlechtem Kontrast sichtbar zu sein. Eine solche Steinpyramide aus Bruchsteinen möglichst symmetrisch zu bauen, erfordert mehrere Stunden Arbeit.
In den Gebirgen Vorderasiens und Südamerikas sind auch zahlreiche Punkte im Grundlagennetz erster Ordnung mit Steinzeichen markiert, um den Aufwand beim Bau von Vermessungspfeilern zu sparen. Für die vermessungstechnischen Bedürfnisse in Entwicklungsländern reicht die erzielbare Genauigkeit im Regelfall aus.

## Typische Steinmännchen

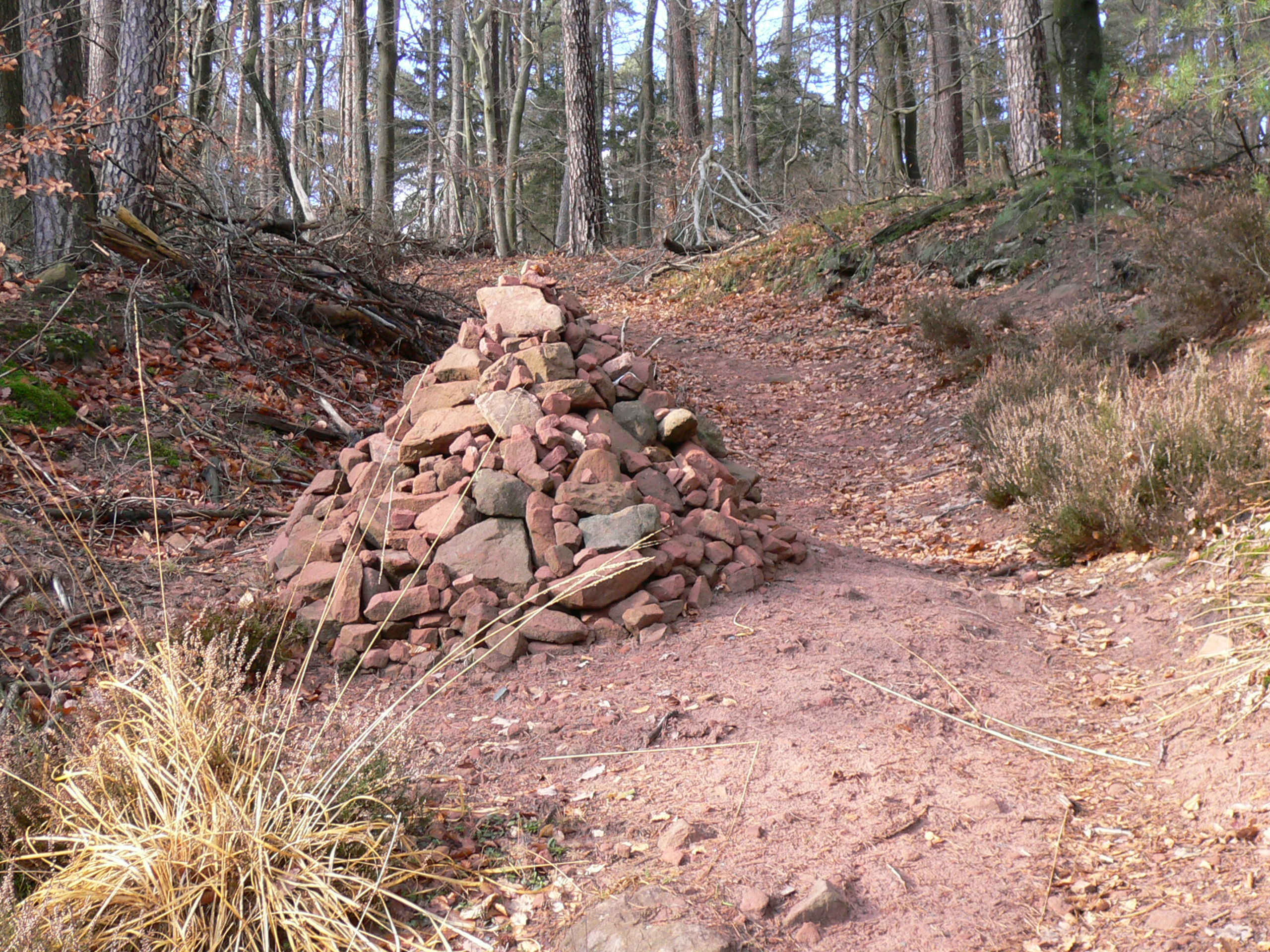
Steinmännchen im Mittelgebirge im Pfälzerwald an einem unmarkierten Wanderweg

Meist besteht ein Steinmann aus annähernd kegelförmig aufgeschichteten größeren Steinen mit mindestens drei Lagen, da eine solche Anordnung als Zufallsergebnis von Naturkräften unwahrscheinlich ist. Zylinderförmige Bauten gibt es auch, sie sind aber weniger stabil und verlieren deswegen schneller ihre Funktion.
Normalerweise ist ein Steinmann zwischen 0,5 und 1,5 Meter hoch, an markanten Stellen auch höher. Heute helfen sie vor allem Freizeitwanderern, auf dem richtigen Pfad zu bleiben. In früheren Zeiten, als es in unzugängigeren Regionen oftmals kaum Straßen und nur Fuhrwerke gab, kennzeichneten Steinmännchen Pfade von Dorf zu Dorf oder Passwege über Gebirgskämme. Vor allem bei Nebel und dichter Bewölkung, wenn das umliegende Gelände verhüllt war und wenig Orientierung bot, und auch bei Schneebedeckung, waren sie oft lebenswichtig – zumal manche Pfade die einzigen sicheren Übergänge waren, die man keinesfalls verfehlen durfte. Steinmänner wurden über Generationen hinweg von Einheimischen instand gehalten.

## Steinmännchen in verschiedenen Kulturen
Bereits im antiken Griechenland erhielten als Wegmarkierung angelegte Steinmännchen eine zusätzliche kulturelle Bedeutung. Aus ihnen entwickelten sich die Hermen, an Wegkreuzungen angelegte Kultbilder des Weggottes Hermes, dessen Name mit dem altgriechischen Begriff für einen Steinhaufen hermaion in Verbindung steht.

### Skandinavien

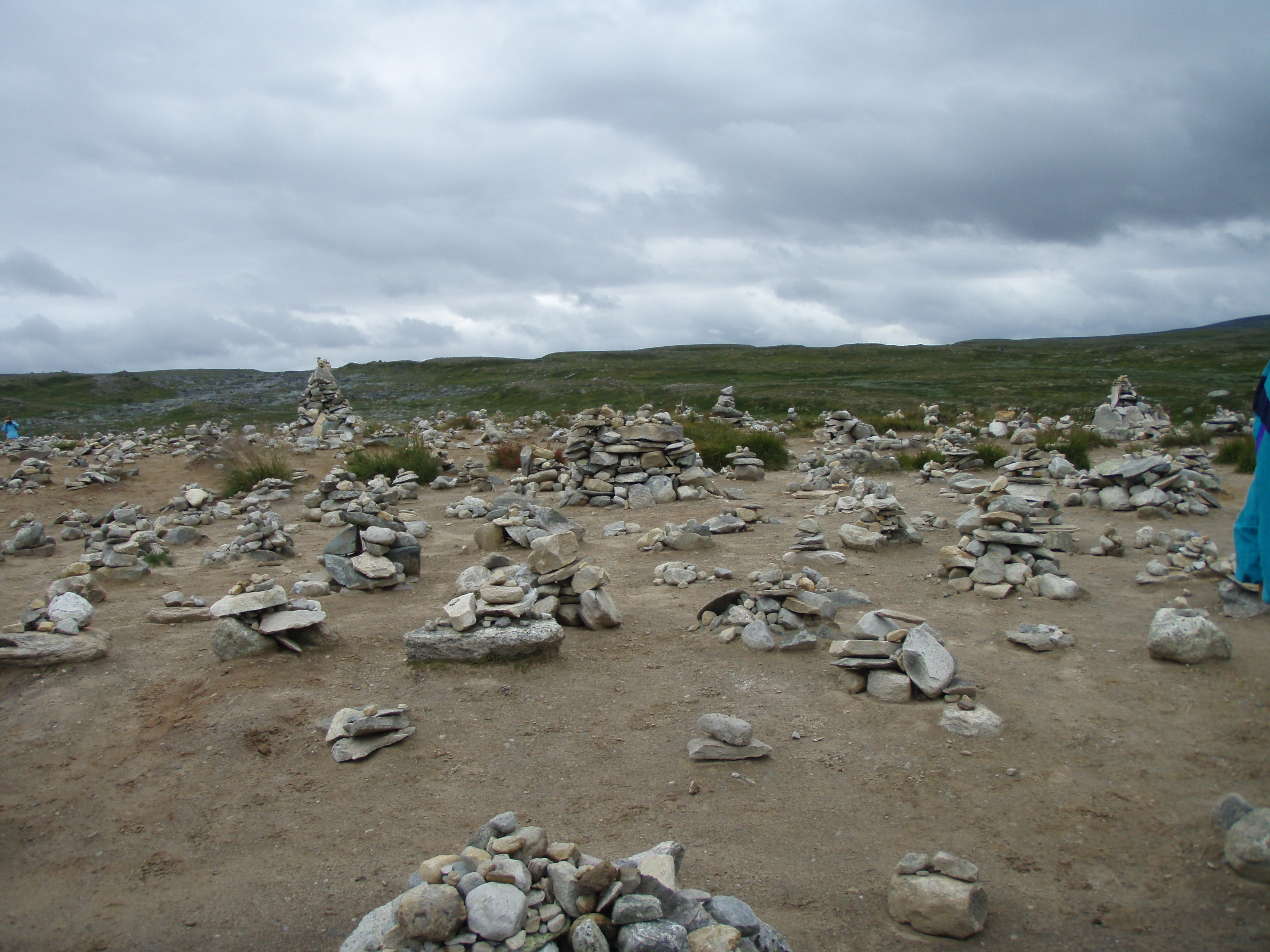
Steinmännchen am Polarkreis in Norwegen

Einer norwegischen Überlieferung zufolge sollte der Wanderer auf jeden Steinmann (norweg. Varde) einen Stein legen, um unbehelligt von Trollen zu bleiben. Auch heute sind Wanderer angehalten, zumindest bei teilweise abgetragenen oder beschädigten Steinmännern (nicht nur jene auf den Gipfeln der Berge) mit einem oder mehreren Steinen zur Erhaltung der Wegzeichen beizutragen. Jedoch werden von Touristen an vielen Orten Steinmännchen aufgebaut, die keinerlei Funktion als Wegmarkierung haben. Dieses Verhalten wurde 2015 im norwegischen Rundfunk NRK als Plage bezeichnet.
In Schweden dienen Steinmännchen unter der Bezeichnung Reichsrösen (riksrösen) auch als Grenzmarkierung.
In Island ist die Bedeutung umstritten. Einige halten sie tatsächlich für Talismane, zum Schutz vor Trollen (wohl besser zum Schutz vor Unwettern), andere behaupten, sie dienen zur Orientierung bei Nebel, der in Island sehr häufig herrscht. Ursprünglich standen diese Steintürme tatsächlich in Sichtweite auseinander, sind aber meistens über die Jahrhunderte verfallen. Exakte Forschungen dauern an.

### Inuitkulturen

Inukshuk auf der Flagge des kanadischen Nunavut-Territoriums

Bei den Eskimos in der Arktis haben Inuksuk (Steinmännchen in Inuktitut, der Sprachfamilie der Eskimos genannt) vielfältige Markierungsfunktionen und verweisen auf bedeutende Orte. Ein Inuksuk mit zwei getrennten Beinen an einem Ufer zeigt einen befahrbaren Kanal an, ein Inuksuk an einem See verweist auf gute Fischgründe an der markierten Stelle und so weit im See, wie das Steinmännchen vom Ufer entfernt ist.
Bemerkenswert ist die Verwendung von Inuksuk als „Helfer“ bei der Jagd auf Rentiere. Die Eskimos bauten Reihen von Steinmännchen mit „Haaren“ aus Rentierflechten; von wenigen Menschen aufgescheucht, wurden die Tiere dadurch direkt auf die Rotte der Jäger zugetrieben, so dass auch kleine Jagdgemeinschaften im weitgehend offenen Gelände schnelle Huftiere erlegen konnten.
Ein Inuksuk war auch das Logo der Olympischen Winterspiele 2010 in Vancouver, Kanada.

### Nordamerika
In verschiedenen Indianerkulturen im Südwesten der Vereinigten Staaten und angrenzenden Gebieten wurden neben Steinhaufen verschiedener Größe zur Wegmarkierung auch große Steingebilde an Orten angelegt, die der Verehrung und dem Gebet dienten. Bei den Navajo entwickelte sich die Tradition, dass jeder Wanderer an einem solchen Steinhaufen einige Blätter auf den Haufen legt und mit einem neuen Stein beschwert.

### Südamerika
Steinhaufen sind in ganz Südamerika verbreitet und dort unter dem Namen Apacheta bekannt. Sie markieren Wege und dienen als Kultstätten zu Ehren der Gottheit Pachamama.

### Vorderer Orient
Der Dominikaner Felix Fabri beobachtete 1483 auf seiner Pilgerfahrt ins Heilige Land und zum Berg Sinai:

„Der Steinhaufen auf dem Gipfel war aber ein Wegzeiger, denn überall in der Wüste sind auf Bergspitzen Steinhaufen aufgeschichtet, mit denen man anzeigt, durch welche Täler man gehen muss; und wenn es diese Zeichen nicht gäbe, könnte niemand durch die Wüste ziehen, weil die meisten größeren Täler nicht durchgängig sind, sondern sich an den Enden schließen, und so wäre man, nachdem man dem Talverlauf folgend drei oder vier Tage lang gewandert ist, schließlich zur Umkehr gezwungen. So ist es auch bei einem klippenreichen Meer; an ihm stellt man auf Anhöhen Steinhaufen als Seezeichen auf; und wenn es diese nicht gäbe, würden viele Schiffe, die ihren Kurs auf die Klippen nehmen, auf Sandbänke laufen oder in Strudel geraten. So würden auch hier viele Menschen umkommen, wenn diese Zeichen nicht auf den Bergen stünden.“

### Zentralasien

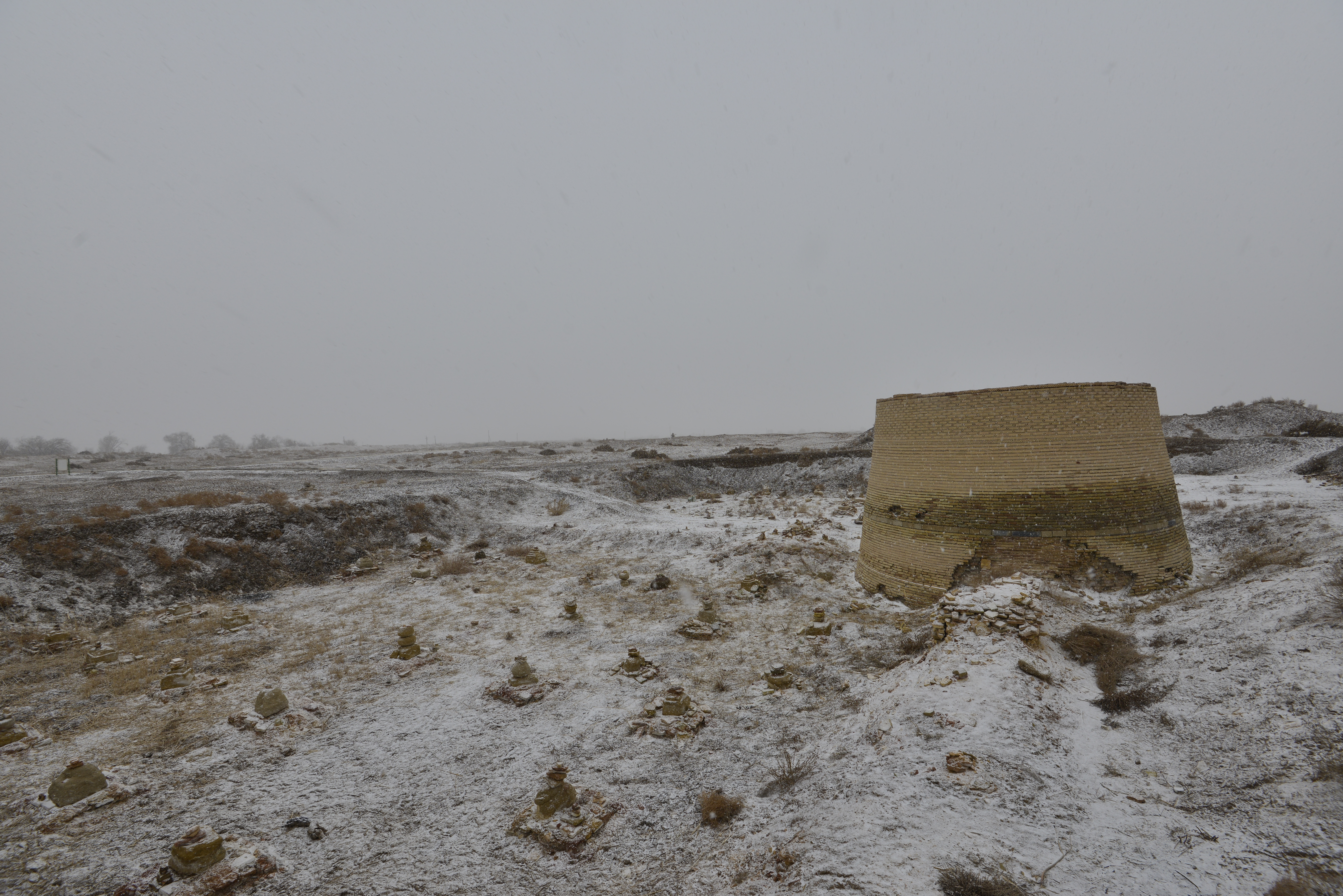
Steinmännchen beim Minarett Mamuns II.

Auch in Zentralasien finden sich an historischen Orten Steinmännchen, beispielsweise in der Ruine des buddhistischen Klosters Kara-Tepe an der usbekisch-afghanischen Grenze. In der Nekropolis Mizdakkhan an der karakalpakisch-turkmenischen Grenze stehen die Steinmännchen stellvertretend für Säulen einer Moscheeruine. Im alten Teil von Köneürgenç finden sich insbesondere beim Minarett Mamuns II. viele Steinmännchen.

### Tibet
In Tibet, sowohl in der alten Religion Bön als auch im buddhistisch geprägten Volksglauben, haben Steinmännchen neben der Funktion als Wegmarkierung eine religiöse Bedeutung erhalten. Zu unterscheiden ist dabei zwischen den Lhathos und den Lhadses:
- Lhathos (lha tho, lha bezeichnet sogenannte Götter) sind regelmäßige Steinsetzungen, die immer oben spitz zulaufen. Sie werden oft mit Gebetsfahnen, Wollbändern, Tierhörnern oder ganzen Schädeln von Steinböcken geschmückt. Bei mit weißer Kalkfarbe gestrichenen Lhathos bitten die Gläubigen gute Geister, im Steinmännchen ihren Wohnsitz zu nehmen. Rote Lhathos sollen zornige Geister anziehen, die böse Einflüsse abschrecken können.
- Ein Lhadse ist zumeist unregelmäßig geformt, traditionell mit einem Reisigbüschel auf der Spitze und ebenfalls mit Gebetsfahnen geschmückt. Er dient als Wohnsitz des lokalen Schutzgeistes einer Familie, eines Klosters oder einer Ortschaft. Sowohl Lhathos wie Lhadses sind oft mit einzelnen oder Sammlungen von Mani-Steinen verbunden. Daneben gibt es in derselben Region noch die Obo genannten Steinsetzungen, die der lamaistischen Tradition Tibets und der Mongolei entstammen.

### Westliche Kulturen

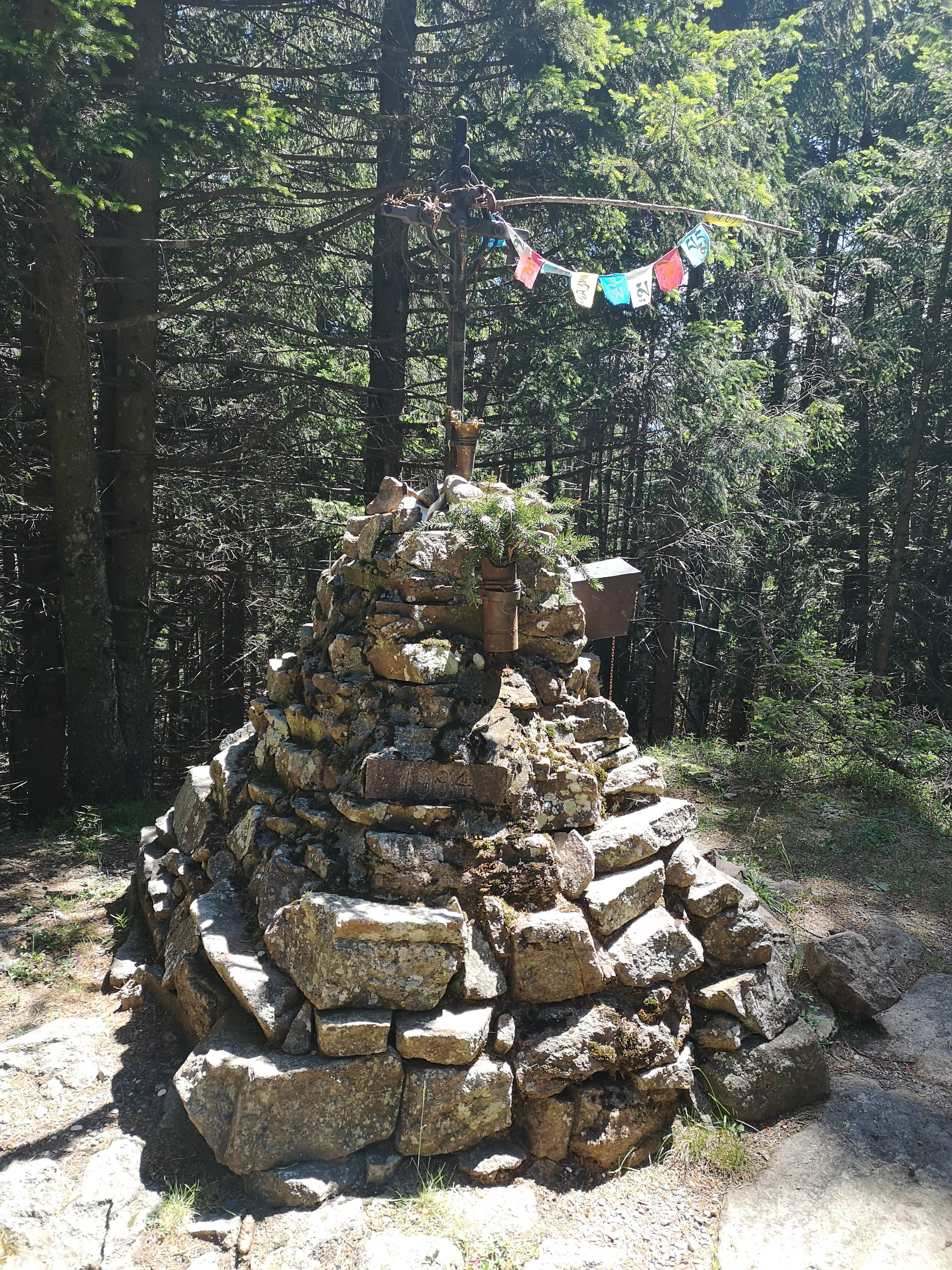
Steinmännchen mit Gebetsfahne am Titschen-Stadlegg oberhalb von Kohlern bei Bozen

In westlichen Kulturen werden Steinmännchen an markanten Orten errichtet. Sie dienen Wanderern als Ausdruck ihrer Verbundenheit mit dem Ort, der Identifikation mit Traditionen und als symbolische Inbesitznahme der Umwelt.
In stark von Tourismus geprägten Gegenden werden oft große Ansammlungen von Steinmännchen errichtet, die keine Funktion als Wegweiser haben. Daraus können sich Probleme mit dem  Naturschutz ergeben. Aus Gründen des Naturschutzes sollte vom Bauen von Steinstapeln abgesehen werden. So trägt das Entfernen und Bewegen von Steinen zur Bodenerosion bei, wodurch unter anderem Pflanzen leiden. Ebenso wird der Lebensraum von Tieren wie Spinnen, Insekten und Eidechsen zerstört, die unter den Steinen Zuflucht suchen und sich vermehren.
Der internationale Trend zum Steinestapeln wird durch die Sozialen Medien wie Instagram verstärkt. So geraten durch rücksichtslose oder unwissende Touristen auch gefährdete Spezies in weitere Bedrängnis.